# LandesschülerInnenvertretung Vorarlberg
Die LandesschülerInnenvertretung Vorarlberg (auch Landesschüler_innenvertretung Vorarlberg, kurz: LSV) ist die Landesschülervertretung Vorarlbergs und die einzige, gesetzlich verankerte Vertretung aller Schüler Vorarlbergs und Landesorganisation der Bundesschülervertretung. 

## Aufbau
Die LSV Vorarlberg besteht aus jeweils 12 aktiven und passiven Mitgliedern der drei Schulbereiche: Allgemeinbildende höhere Schule, Berufsbildende mittlere und höhere Schulen und Berufsbildende Schulen. Der jeweils erste Vertreter dieser drei Schultypen sind die drei Landesschulsprecher und damit Teil der Bundesschülervertretung. Die Landesschülervertretung wird durch den ersten Schulsprecher jeder Schule gewählt. Für die Landesschülervertretung können alle aktiven Schülervertreter Vorarlbergs kandidieren, die im darauffolgenden Jahr Schüler desselben Schultyps sind.